# Trioxyde de xénon
Le trioxyde de xénon est un composé instable du xénon à son état d'oxydation +6 qui se présente sous la forme d'un solide cristallin incolore. C'est un agent oxydant très puissant qui libère lentement de l'oxygène et du xénon au contact de l'eau en une réaction qui s'accélère à la lumière du soleil. C'est également un explosif dangereux au contact des matières organiques, notamment de la cellulose,.

## Propriétés chimiques
Le trioxyde de xénon peut oxyder la plupart des substances oxydables, mais il réagit lentement, ce qui réduit sensiblement son intérêt comme agent oxydant. En solution aqueuse, il forme une solution d'acide xénique :
XeO3(aq) + H2O → H2XeO4  {\displaystyle \rightleftharpoons }  H+ + HXeO4−
Cette solution est stable à la température ambiante et ne possède pas le caractère explosif du trioxyde de xénon.

## Propriétés physiques
Le tétrafluorure de xénon XeF4 donne par hydrolyse une solution à partir de laquelle on peut obtenir des critaux incolores de XeO3 par évaporation. Ces cristaux sont orthorhombiques, avec a = 616,3 pm, b = 811,5 pm, c = 523,4 pm, et quatre molécules par maille élémentaire, avec une masse volumique de 4 550 kg/m3  ; ils demeurent stables plusieurs jours à l'air sec, mais absorbent toute trace d'humidité pour donner une solution concentrée.
|                                    |                                     |                                                |
| Modèle éclaté de XeO3 cristallisé. | Modèle compact de XeO3 cristallisé. | Coordinence du xénon dans le XeO3 cristallisé. |